# The generous
the generous（ジェネラス）は、日本のJ-POPユニット。
2008年10月29日デビュー。2009年5月、活動凍結（事実上解散）。

## メンバー

### yoko（矢沢洋子）
- 1985年11月12日生まれ。
- ボーカル。デビュー時から解散までは「yoko」として活動していたが、ソロデビュー時に本名の矢沢洋子に改名した。
- 12歳から18歳までロサンゼルスで過ごす。Ojai Valley School,Palos Vades peninsula High School卒業。上智大学文学部ドイツ文学科卒業。
- 父はミュージシャンの矢沢永吉。血液型はO型。

### 大西克巳
- ギター。
- 1999年、布袋寅泰に見出され、2人組ユニットJET SETSとしてデビュー。ギター、作曲、アレンジを担当する。ユニットは2003年まで活動する。
- 2009年5月、表舞台からは退き、サウンドプロデューサー・コンポーザーとして活動することを発表。

## ディスコグラフィー

### シングル
|              | 発売日        | 曲名        | 最高順位 |
| ------------ | ------------- | ----------- | -------- |
| 1st「Heart」 | 2009年3月11日 | Heart       |          |
| 1st「Heart」 | 2009年3月11日 | 未来の扉    |          |
| 1st「Heart」 | 2009年3月11日 | Renaissance |          |

### ミニアルバム
|     | 発売日         | 曲名         | 最高順位 |
| --- | -------------- | ------------ | -------- |
| 1st | 2008年10月29日 | the generous |          |

## タイアップ
| 作品       | タイアップ                                                          |
| ---------- | ------------------------------------------------------------------- |
| Melody     | フジテレビ『フラワーネット』TVCMソング                              |
| Melody     | 毎日放送『MUSIC:MOVIE.TV mm-TV』エンディングテーマ                  |
| Melody     | 九州朝日放送『ドォーモ』2008年10月度エンディングテーマ              |
| Melody     | 北陸朝日放送『mid tv＋G』2008年10月度エンディングテーマ             |
| Melody     | 富山テレビ放送『bbt music selection』2008年10月度エンディングテーマ |
| Melody     | 広島テレビ放送『てっぺん!』2008年10月度エンディングテーマ           |
| Melody     | メ〜テレ『WAYAYA あはっ!』2008年10月度エンディングテーマ            |
| Melody     | テレビ岩手『ねだらX』2008年10月度オープニング・エンディングテーマ   |
| Melody     | 福井テレビジョン放送『BANDAY獏』2008年10月度エンディングテーマ      |
| Melody     | 札幌テレビ放送『WE!TV』2008年11月度エンディングテーマ               |
| Melody     | 中京テレビ放送『SAKAE TA☆RO』2008年11月度エンディングテーマ         |
| Dream Star | テレビ東京アニメ『スキップ・ビート!』オープニングテーマ             |
| Heart      | 映画『釣りキチ三平』主題歌                                          |
| 未来の扉   | TBSテレビ『アナCAN』2009年度4月、5月期エンディングテーマ            |